# Magali Rathier
Magali Rathier, née le 2 décembre 1974 à Firminy, est une nageuse synchronisée française.

## Biographie
Magali Rathier remporte la médaille d'argent par équipe aux Championnats d'Europe de natation 1999 et la médaille de bronze par équipe aux Championnats d'Europe de natation 2000. Elle fait aussi partie de la sélection française de natation synchronisée aux Jeux olympiques d'été de 1996 et aux Jeux olympiques d'été de 2000.